# Bhandaria
Bhandaria (en bengali : ভাণ্ডারিয়া) est une upazila du Bangladesh dans le district de Pirojpur. En 1991, on y dénombrait 145 233 habitants.